# Darmstadt (Illinois)
Darmstadt in Illinois ist ein Census-designated place in den Vereinigten Staaten.
Darmstadt liegt ca. 8 km nordöstlich von Lenzburg im St. Clair County in Illinois. Das U.S. Census Bureau hat bei der Volkszählung 2020 eine Einwohnerzahl von 49 ermittelt.

## Nachbargemeinden
| Fayetteville | St. Libory                                  | Johannisburg, Venedy |
| New Athens   | Kompassrose, die auf Nachbargemeinden zeigt | Lively Grove         |
| Lenzburg     | Tilden, Marissa                             | Biddlebom            |

## Geschichte
Im Jahr 1816 wurde Mud Creek Prairie von amerikanischen Siedlern gegründet.
Nach 1830 kamen auch deutsche Siedler in den kleinen Ort.
Die meisten deutschen Siedler kamen aus Dietzenbach, Dreieichenhain und Offenbach.
Im Jahr 1848 wurde die Kirche von Darmstadt eingeweiht.
Seit dem 1. Februar 1855 heißt der Ort Darmstadt.
Im Jahr 1880 hatte Darmstadt ca. 350 Einwohner.
Im Jahr 1977 hatte der Ort nur noch ca. 130 Einwohner.
Heute ist Darmstadt Teil der Kleinstadt Lenzburg.

## Wirtschaft und Infrastruktur
Die meisten Einwohner Darmstadts arbeiten in der Landwirtschaft oder in den benachbarten Kohlegruben.
Darmstadt ist über die Darmstadt Road, die Coal Mine Road, die New Athens Darmstadt Road, die Weilmuenster Road und die IL4 an das amerikanische Straßennetz angeschlossen.
Der Ort besitzt keinen Eisenbahnanschluss.
Die nächstgelegenen Eisenbahnanschlüsse befindet sich in Lenzburg und Marissa.
Der nächstgelegene internationale Flughafen befindet sich in St. Louis. 
Circa 7 km südöstlich von Darmstadt befindet sich der Prairie State Energy Campus, LLC (38° 16′ 39″ N, 89° 40′ 3″ W).
Auf dem Campus befinden sich eine Kohlegrube und ein 1600-MW-Kohlekraftwerk. 